# جوكا ماركيز
جوكا ماركيز بلدية في ولاية بياوي في المنطقة الشمالية الشرقية من البرازيل.